# Resultados do Carnaval de Bragança Paulista em 2008
Resultados do Carnaval de Bragança Paulista em 2008. A campeã do grupo especial foi a escola Dragão Imperial com o enredo, Azul que te quero rosa, 25 anos na avenida cantando e encantando fazendo feliz a nossa vida.

## Grupo Especial
| Colocação | Escola                       | Pontos | Nota      | Ref.                                      |
| --------- | ---------------------------- | ------ | --------- | ----------------------------------------- |
| 1º        | Dragão Imperial              | 299,5  |           | [ 1 ] [ 2 ] [ 3 ] [ 4 ] [ 5 ] [ 6 ] [ 7 ] |
| 2º        | Nove de Julho                | 298    |           | [ 1 ] [ 2 ] [ 3 ] [ 4 ] [ 5 ] [ 6 ] [ 7 ] |
| 3º        | Caprichosos Saada Abi Chedid |        |           | [ 1 ] [ 2 ] [ 3 ] [ 4 ] [ 5 ] [ 6 ] [ 7 ] |
| 4º        | Acadêmicos da Vila           |        |           | [ 1 ] [ 2 ] [ 3 ] [ 4 ] [ 5 ] [ 6 ] [ 7 ] |
| 5º        | Sociedade Fraternidade       |        |           | [ 1 ] [ 2 ] [ 3 ] [ 4 ] [ 5 ] [ 6 ] [ 7 ] |
| 6º        | Império Jovem                | 285    | Rebaixada | [ 1 ] [ 2 ] [ 3 ] [ 4 ] [ 5 ] [ 6 ] [ 7 ] |

## Grupo 1
| Colocação | Escola                  | Pontos | Nota      | Ref.        |
| --------- | ----------------------- | ------ | --------- | ----------- |
| 1º        | Unidos do Lavapés       | 199,5  | Promovida | [ 2 ] [ 8 ] |
| *         | Mocidade Júlio Mesquita | 185,5  | Rebaixada | [ 2 ] [ 8 ] |

## Grupo 2
| Colocação | Escola           | Pontos | Nota      | Ref.  |
| --------- | ---------------- | ------ | --------- | ----- |
| 1º        | Gaviões de Ouro  | 174    | Promovida | [ 2 ] |
| 2º        | Unidos do Parque | 172,5  |           | [ 2 ] |